# Stefan Schweikert
Stefan Schweikert (* 1965 in Schnaitheim) ist ein deutscher Autor von Fantasyromanen und Kurzgeschichten.

## Leben
Schweikert lernte Elektroniker und betrieb ein Tonstudio. Er war Keyboarder in diversen Rockbands, seit 2008 spielt er bei den Hedgehog Hazards Piano. Die erste Veröffentlichung war 2002 eine Kurzgeschichte in der Aventurien-Anthologie Aufruhr in Aventurien. 2008 erschien der Roman Über den Dächern Gareths, der als Aventurienroman  2008 bei Fantasy Productions erschien. Sein zweites umfangreiches Werk Kamaluqs Schlund spielt ebenfalls in der Welt des Schwarzen Auges und kam 2010 heraus. 2011 erschien mit Mörderlied sein dritter Roman. Aktuell ist er an dem sechsteiligen Fantasyzyklus Die Türme von Taladur beteiligt, für den er den Abschlussband Meister der Türme beisteuern wird. Schweikert lebt in Heidenheim an der Brenz.

## Werke
- Über den Dächern Gareths, 2008 Fantasy Productions; ISBN 3-89064-226-8.
- Kamaluqs Schlund, 2010 Fantasy Productions; ISBN 3-89064-137-7.
- Mörderlied, 2011 Ulisses; ISBN 3-89064-128-8.
- Kurzgeschichte: Li in Aufruhr in Aventurien, 2002 Heyne; ISBN 3-453-21371-8.
- Kurzgeschichte: Einhundertzwölf Stufen in Zwischen Himmel und Erde, 2005 Website-Verlag; ISBN 3-935982-42-9.
- Kurzgeschichte: Corian, der Eine in Unter Aves' Schwingen, 2005 Fantasy Productions; ISBN 3-89064-460-0.